# Franz Konrad (pilote automobile)
Pour les articles homonymes, voir Konrad.
Franz Konrad, né le 10 juin 1951, est un pilote automobile autrichien. Il a créé l'écurie Konrad Motorsport.

## Biographie
Franz Konrad débute dans le monde du sport mécanique par le motocross avant de passer aux 4 roues.
Il commence sa carrière de pilote en 1973 sur le circuit aménagé de la base aérienne de Diepholz (en) (Allemagne), il termine la course en 3e position avec une Porsche 914. L'année suivante et jusqu'en 1978, il participe à différents championnats (Deutsche Automobil Rundstrecken Meisterschaft (DARM), Deutsche Rennsport Meisterschaft (DRM), 1 000 kilomètres du Nürburgring, European Touring Car Championship (ETCC), etc.). Durant l'année 1978, il intègre une équipe pour concourir au championnat d'Allemagne de Formule 3 et participe aux 24 heures du Mans en engageant une Porsche 935 sous le nom d'équipe « Konrad Racing »,,.
En 1985, Franz Konrad crée l'écurie « Konrad Motorsport ». En 1990, il engage dans le championnat du monde une Porsche 962. L'année suivante, il fait débuter sur le circuit de Magny-Cours, la « Konrad-Lamborghini KM011 » dont l'évolution s'achève par l'absence de sponsors.

## Palmarès
- Champion d'Allemagne de Formule 3 en 1983
- 2e des 24 Heures du Mans en 1990
- Vainqueur des 24 Heures du Nürburgring en 1993
- Vainqueur des Mil Milhas Brasil en 1993 et en 1995
- Vainqueur de la Porsche Cup en 1997 et 1998
- Vainqueur de la catégorie GTS des 12 Heures de Sebring en 2001

## Résultats aux 24 Heures du Mans
| Année                     | Coéquipiers        | Coéquipiers           | Voiture | Voiture                | Catégorie     | Catégorie | Class. gén / Abd. | Tours effectués | Écuries                  |
| Année                     | Pilote 1           | Pilote 2              | no      | Modèle                 | Groupe        | Class.    | Class. gén / Abd. | Tours effectués | Écuries                  |
| ------------------------- | ------------------ | --------------------- | ------- | ---------------------- | ------------- | --------- | ----------------- | --------------- | ------------------------ |
| 1978                      | Bill Whittington   | Don Whittington       | 94      | Porsche 935/77         | Groupe 5      | Abd.      | accident          | 41/370          | Whittington Bros. Racing |
| 1985                      | Jean-Pierre Jarier | Mike Thackwell        | 11      | Porsche 962C           | Groupe C1     | 9e        | 9e                | 356/374         | Porsche Kremer Racing    |
| 1987                      | George Fouché      | Wayne Taylor          | 11      | Porsche 962C           | Groupe C1     | 4e        | 4e                | 327/355         | Porsche Kremer Racing    |
| 1988                      | David Hobbs        | Didier Theys          | 7       | Porsche 962C           | Groupe C1     | 5e        | 5e                | 380/394         | Blaupunkt Joest Racing   |
| 1989                      | Rudi Seher         | Andres Vilariño       | 27      | Porsche 962C           | Groupe C1     | Abd.      | turbo             | 81/390          | Repsol Brun Motorsport   |
| 1990                      | Jan Lammers        | Andy Wallace          | 2       | Jaguar XJR-12          | Groupe C1     | 2e        | 2e                | 355/359         | Silk Cut Jaguar          |
| 1991                      | Anthony Reid       | Pierre-Alain Lombardi | 21      | Porsche 962C           | Gr. C1 Cat. 2 | Abd.      | moteur            | 98/363          | Konrad Motorsport        |
| 1993                      | Antônio Hermann    | Jun Harada            | 62      | Porsche 911 Carrera RS | Cat. 4 (GT)   | 5e        | 19e               | 293/376         | Konrad Motorsport        |
| 1994                      | Antônio Hermann    | Mike Sommer           | 33      | Porsche 911 Turbo      | LM GT1        | Abd.      | moteur            | 100/345         | Konrad Motorsport        |
| 1995                      | Antônio Hermann    | Jürgen Lässig         | 3       | Kremer K8 Spyder (en)  | WSC           | Abd.      | pb électrique     | 163/299         | Porsche Kremer Racing    |
| 1996                      | Antônio Hermann    | Wido Rössler          | 37      | Porsche 911 GT2 Evo    | LM GT1        | Abd.      | accident          | 107/354         | Konrad Motorsport        |
| 1997                      | Mauro Baldi        | Robert Nearn (de)     | 28      | Porsche 911 GT1        | LM GT1        | Abd.      | accident          | 138/361         | Konrad Motorsport        |
| 1998                      | Larry Schumacher   | Nick Ham              | 70      | Porsche 911 GT2        | LM GT2        | Abd.      | accident          | 24/351          | Konrad Motorsport        |
| 1999                      | Peter Kitchak (de) | Charles Slater (de)   | 64      | Porsche 911 GT2        | LM GTS        | 7e        | 18e               | 293/366         | Konrad Motorsport        |
| 2001                      | Oliver Gavin       | Terry Borcheller      | 60      | Saleen S7-R-Ford       | LM GTS        | 3e        | 18e               | 246/321         | Saleen-Allen Speedlab    |
| 2002                      | Terry Borcheller   | Toni Seiler           | 66      | Saleen S7-R-Ford       | LM GTS        | 7e        | 26e               | 266/375         | Konrad Motorsport        |
| 2003                      | Toni Seiler        | Walter Brun           | 66      | Saleen S7-R-Ford       | LM GTS        | Abd.      | boîte de vitesses | 91/377          | Konrad Motorsport        |
| Légende : Abd. → Abandon. |                    |                       |         |                        |               |           |                   |                 |                          |